# MMP19
MMP19 (англ. Matrix metallopeptidase 19) – білок, який кодується однойменним геном, розташованим у людей на короткому плечі 12-ї хромосоми. Довжина поліпептидного ланцюга білка становить 508 амінокислот, а молекулярна маса — 57 357.
| 10         |  | 20         |  | 30         |  | 40         |  | 50         |
| ---------- |  | ---------- |  | ---------- |  | ---------- |  | ---------- |
| MNCQQLWLGF |  | LLPMTVSGRV |  | LGLAEVAPVD |  | YLSQYGYLQK |  | PLEGSNNFKP |
| EDITEALRAF |  | QEASELPVSG |  | QLDDATRARM |  | RQPRCGLEDP |  | FNQKTLKYLL |
| LGRWRKKHLT |  | FRILNLPSTL |  | PPHTARAALR |  | QAFQDWSNVA |  | PLTFQEVQAG |
| AADIRLSFHG |  | RQSSYCSNTF |  | DGPGRVLAHA |  | DIPELGSVHF |  | DEDEFWTEGT |
| YRGVNLRIIA |  | AHEVGHALGL |  | GHSRYSQALM |  | APVYEGYRPH |  | FKLHPDDVAG |
| IQALYGKKSP |  | VIRDEEEEET |  | ELPTVPPVPT |  | EPSPMPDPCS |  | SELDAMMLGP |
| RGKTYAFKGD |  | YVWTVSDSGP |  | GPLFRVSALW |  | EGLPGNLDAA |  | VYSPRTQWIH |
| FFKGDKVWRY |  | INFKMSPGFP |  | KKLNRVEPNL |  | DAALYWPLNQ |  | KVFLFKGSGY |
| WQWDELARTD |  | FSSYPKPIKG |  | LFTGVPNQPS |  | AAMSWQDGRV |  | YFFKGKVYWR |
| LNQQLRVEKG |  | YPRNISHNWM |  | HCRPRTIDTT |  | PSGGNTTPSG |  | TGITLDTTLS |
| ATETTFEY   |  |            |  |            |  |            |  |            |

A: Аланін

C: Цистеїн

D: Аспарагінова кислота

E: Глутамінова кислота

F: Фенілаланін

G: Гліцин

H: Гістидин

I: Ізолейцин

K: Лізин

L: Лейцин

M: Метіонін

N: Аспарагін

P: Пролін

Q: Глутамін

R: Аргінін

S: Серин

T: Треонін

V: Валін

W: Триптофан

Кодований геном білок за функціями належить до гідролаз, протеаз, білків розвитку, металопротеаз, фосфопротеїнів. 
Задіяний у таких біологічних процесах, як ангіогенез, диференціація клітин, альтернативний сплайсинг. 
Білок має сайт для зв'язування з іонами металів, іоном цинку, іоном кальцію. 
Локалізований у позаклітинному матриксі.
Також секретований назовні.